# Mimomacrochia pfanneri
Mimomacrochia pfanneri är en skalbaggsart som beskrevs av Stefan von Breuning 1972. Mimomacrochia pfanneri ingår i släktet Mimomacrochia och familjen långhorningar. Inga underarter finns listade i Catalogue of Life.